# Translatief
De translatief is een naamval die een toestand of eigenschap van iets als het resultaat van een proces of verandering beschrijft. In het Nederlands wordt dit over het algemeen met behulp van een voorzetsel zoals "tot" beschreven.
De translatief komt voor in vrijwel alle Fins-Oegrische talen, niet alleen in het Fins, Estisch en Hongaars maar ook het Mordwiens.

## Fins
In het Fins is de uitgang van de translatief -ksi:
| (1) | Hän                               | tuli | isä-ksi. |
|     | Hij                               | werd | vader    |
|     | "Hij werd (lett.: tot een) vader" |      |          |

| (2) | Joulu-ksi     | lähdimme  | kotiin.     |
|     | "Met Kerstmis | reden wij | naar huis." |

## Hongaars
In het Hongaars is de uitgang -vá/-vé na een klinker, met assimilatie na en medeklinker:
| (3) | Ezt a csikót azzá nevelem, | ami apja volt:      | híres versenyló-vá.          |
|     | "Dit veulen voed ik op tot | wat zijn vader was: | (tot) een beroemd renpaard." |

| (4) | Az ellenségem                              | barát-tá vált.           |
|     | "Mijn vijand                               | is een vriend geworden." |
|     | "Mijn vijand werd (lett.: tot een) vriend" |                          |